# 亚马景天
亚马景天（学名：Sedum almae）为景天科景天属下的一个种。产内蒙古。

## 扩展阅读
維基物種上的相關：亚马景天